# Шульгин Лог
Шульгин Лог — село в Советском районе Алтайского края. Расположено на левом берегу Катуни.

## История
Основано староверами в 1804 году.
С. Л. Чудновский, ссыльный революционер-народник, изучавший жизнь крестьянских общин Алтая, побывав в конце XIX века в Шульгином Логе, писал:
Дома построены из крепкого леса, с большим количеством окон, изящными тесовыми разукрашенными крыльцами. Жители гордились своими строениями, а староверы всего округа смотрели на Шульгин Лог как на свою столицу и ездили туда на праздники.
В настоящее время село является центром Шульгин-Логского сельсовета, куда кроме собственно Шульгина Лога входит также село Хуторки. Шульгин Лог связан с райцентром — селом Советское — асфальтированной автомобильной дорогой.
В селе находится «Шульгинский пивоваренный завод», а также добывается питьевая артезианская вода Свежесть Алтая, получившая в 2006 году большую золотую медаль Сибирской Ярмарки.
Летом 1971 года в селе проходили съёмки фильма «Печки-лавочки».

## Население
| 1926 | 1997 | 1998 | 1999 | 2000 | 2001 |
| ---- | ---- | ---- | ---- | ---- | ---- |
| 2204 | ↘748 | ↗761 | ↘756 | →756 | ↘755 |
| 2002 | 2003 | 2004 | 2005 | 2006 | 2007 |
| ↗784 | ↗799 | ↗805 | ↗807 | ↘766 | ↗770 |
| 2008 | 2009 | 2010 | 2011 | 2012 | 2013 |
| ↗775 | ↘768 | ↗798 | ↗799 | ↗806 | ↗856 |